# Artem Sitało
Artem Serhijowycz Sitało, ukr. Артем Сергійович Сітало (ur. 1 sierpnia 1989 w Chersoniu) – ukraiński piłkarz, grający na pozycji pomocnika lub napastnika.

## Kariera piłkarska
Wychowanek klubu Oswita Chersoń, barwy którego bronił w juniorskich mistrzostwach Ukrainy (DJuFL). Karierę piłkarską rozpoczął 2009 w Krystale Chersoń, która występowała w rozgrywkach amatorskich. W 2011 klub awansował do rozgrywek zawodowych. W 2014 2014 został piłkarzem Hirnyka Krzywy Róg. Latem 2016 po rozformowaniu Hirnyka zaczął poszukiwać nowy klub. 26 czerwca 2016 podpisał kontrakt z Zirką Kropywnycki. 20 czerwca 2017 przeszedł do FK Ołeksandrija.